# Association communale de chasse agréée
Les associations communales de chasse agréées (ACCA) sont des associations de chasseurs et de propriétaires fonciers, créées à l'échelon de la commune. Elles ont pour but de favoriser sur leur territoire le développement du gibier et de la faune sauvage et d'assurer une bonne gestion cynégétique dans les départements où le morcellement de la propriété foncière y faisait obstacle.
Elles rassemblent donc les droits de chasse de l'ensemble des terrains d'une commune et mettent à disposition de tous les chasseurs ces espaces de chasse.

## Historique

### Création par la loi Verdeille
Les ACCA ont été créées par la loi n° 64-696 du 10 juillet 1964 relative à l'organisation des associations communales et intercommunales de chasse agréées, dite « loi Verdeille », du nom de son auteur Fernand Verdeille, sénateur du Tarn, département où, paradoxalement, cette loi ne fut jamais appliquée.
Elles n'ont vocation à être créées que dans certains départements, pour une durée illimitée et ont alors comme but premier de favoriser sur leur territoire le développement du gibier. 

### Modification de la réglementation
La thèse soutenue par Gérard Charollois devant la Cour européenne des droits de l'homme, siégeant à Strasbourg, consistait à soutenir que cette loi violait la liberté de conscience et de mode de vie, la liberté d'association, qui est celle de ne pas adhérer à un groupement contraire à sa propre éthique, et le droit de propriété de chacun sur ses biens.
La Cour retint l'ensemble de ces griefs par son arrêt du 29 avril 1999 (Chassagnou Montion contre France).
À la suite de cet arrêt de condamnation, la France modifia sa loi sur la chasse par la loi du 26 juillet 2000. 
Désormais, un opposant à la chasse peut demander le retrait de son terrain du domaine de chasse de l'ACCA quelle qu'en soit la superficie. Toutefois, il doit le faire lors d'un multiple de cinq anniversaires de création de l'ACCA, par courrier recommandé avec Accusé de Réception (AR), et au minimum six mois avant la date anniversaire, directement auprès du président de la Fédération départementale des chasseurs, conformément au décret no 2019-1432 du 23 décembre 2019, et non plus auprès du préfet, qui n'a plus en charge le suivi des ACCA. Après validation, la demande de retrait est envoyée au président de l’ACCA, qui a deux mois pour donner son avis, puis le président de la Fédération départementale des chasseurs dispose de quatre mois pour statuer.

## Gestion

### Membres
ont membres de droit d'une ACCA, les propriétaires non chasseurs dont les terrains sont incorporés dans le territoire de l’association, ainsi que tout titulaire du permis de chasser validé, domicilié, propriétaire ou preneur d’un bien rural, sur la commune.
Un minimum de 10% du nombre total des membres doit être constitué de titulaires du permis de chasser validé, sans lien avec la commune.

### Territoire
Une ACCA est constituée sur l'ensemble des terrains de la commune, à l'exception de ceux : 

- Situés dans un rayon de 150 mètres autour de toute habitation ;
- Attenant à une habitation et entourés d'une clôture continue et constante faisant obstacle à toute communication ;
- Ayant fait l'objet de l'opposition des propriétaires ou détenteurs de droits de chasse sur des superficies d'un seul tenant supérieures aux superficies minimales ;
- Faisant partie du domaine public de l’État, des départements et des communes, des forêts domaniales ou des emprises de la SNCF ;
- Ayant fait l'objet de l'opposition au nom de convictions personnelles opposées à la pratique de la chasse[9].

### Réserve
Une ACCA est tenue de mettre au moins 10% de son territoire en réserve de chasse, dont l'emplacement peut être modifié tous les 5 ans. Cet espace n'est toutefois pas interdit de chasse, mais soumis à un plan de gestion.